# Языки Исландии
Государственным языком Исландии является исландский язык, число носителей которого составляет порядка 306 тысяч (93,2 % населения). Примечательно, что статус официального был за ним закреплён только в 2011 году (Act No 61/2011). Кроме того, в 2011 альтинг принял закон, согласно которому исландскому жестовому языку, используемому глухими, был присвоен статус государственного и официального языка Исландии.
С 1995 ежегодно 16 ноября, в день рождения выдающегося исландского поэта XIX века Йоунаса Хадльгримссона, в стране празднуется День исландского языка.
Изучение английского и датского (или другого скандинавского языка) является обязательным для учащихся общеобразовательных школ, поэтому знание двух иностранных языков в Исландии имеет широкое распространение. Во многих учебных заведениях преподаются также немецкий и французский языки.